# 함흥냉면
함흥냉면(咸興冷麵, 문화어: 함흥감자농마국수)은 녹말국수 사리에 양념장을 얹어서 비벼 먹거나 찬 국물을 부어 만든 함흥 지역의 향토 음식이다. 메밀국수를 쓰는 평양냉면과 달리 감자녹말로 만든 국수가 발이 가늘고 질긴 것이 특징이다.

## 역사
한국 전쟁과 분단 이후 조선민주주의인민공화국과 대한민국에서 발전했다.
조선민주주의인민공화국 함흥의 농마국수는 익반죽해 만든 감자녹말 국수에 파, 마늘, 고춧가루, 참기름, 깨소금, 쇠고기 국물, 간장 등을 넣어 만든 다대기를 버무린 다음 쇠고기, 돼지고기, 닭고기 등과 오이, 무김치, 실고추, 알고명(실닭알) 등을 고명(꾸미)으로 얹고 쇠고기 국물을 부어 낸다. 2020년대 현재 신흥관에서는 비빔냉면을 팔지 않으나 평양시에 비빔냉면인 명태회냉면을 파는 식당이 존재한다. 함흥 출신 실향민을 통해 대한민국에 전해진 함흥냉면은 감자녹말국수에 명태회나 가자미회 등 생선회를 곁들여 맵게 비벼먹는 비빔냉면인 회국수와 함흥식 물냉면인 농마국수 두 가지이다. 각각 함흥비빔냉면과 함흥물냉면으로 불린다. 비빔냉면 고명으로 생선회를 올리지 않기도 하며, 회를 올린 것을 따로 회냉면이라 부르기도 한다. 이후 국수가 제주도 등 남쪽에서 많이 나는 고구마녹말국수로 바뀌었으며, 회도 전통 방식대로 명태회를 쓰는 곳도 있지만 홍어회 등을 쓰기도 하게 되었다.

## 사진

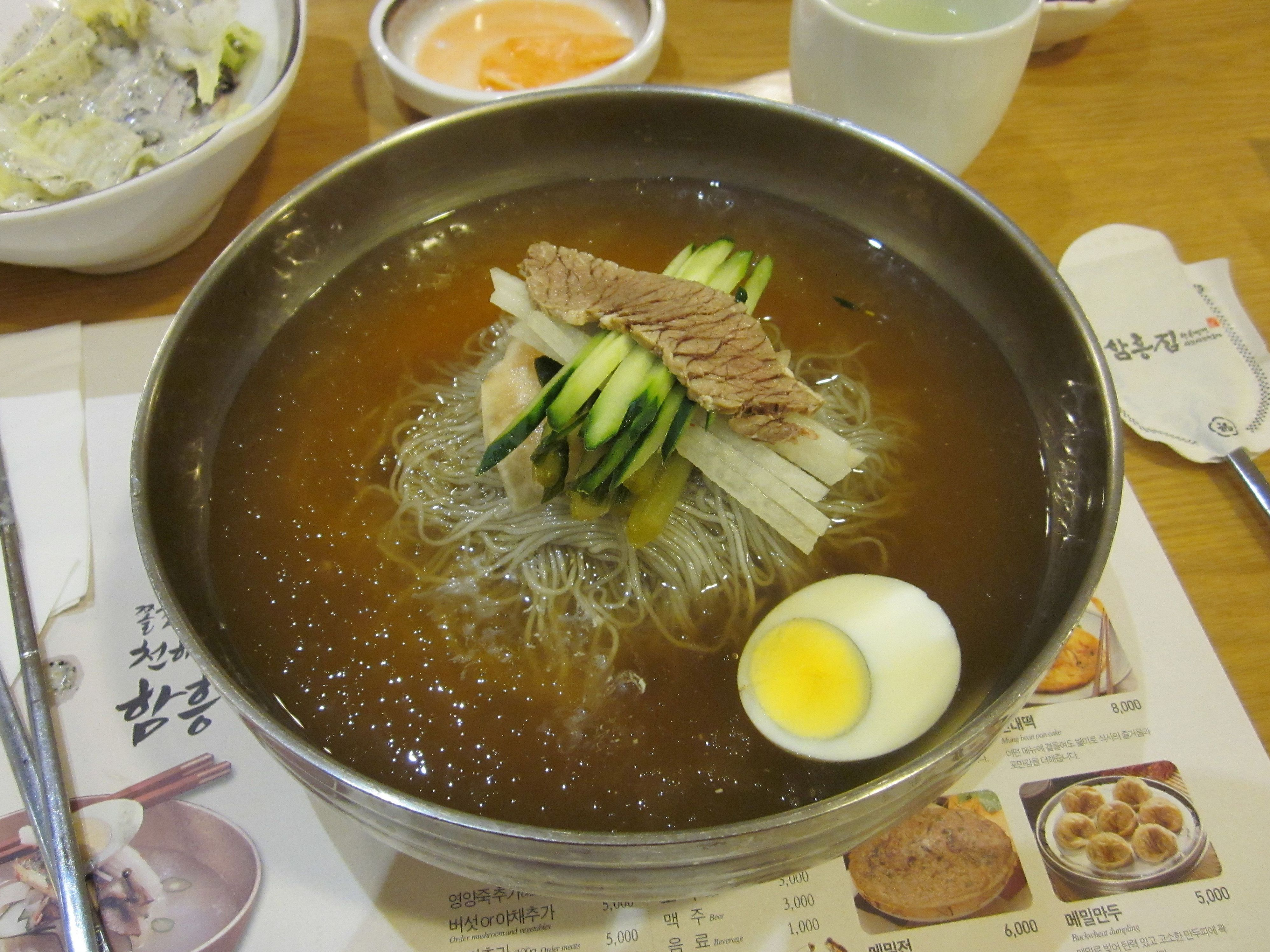
함흥냉면(물냉면)
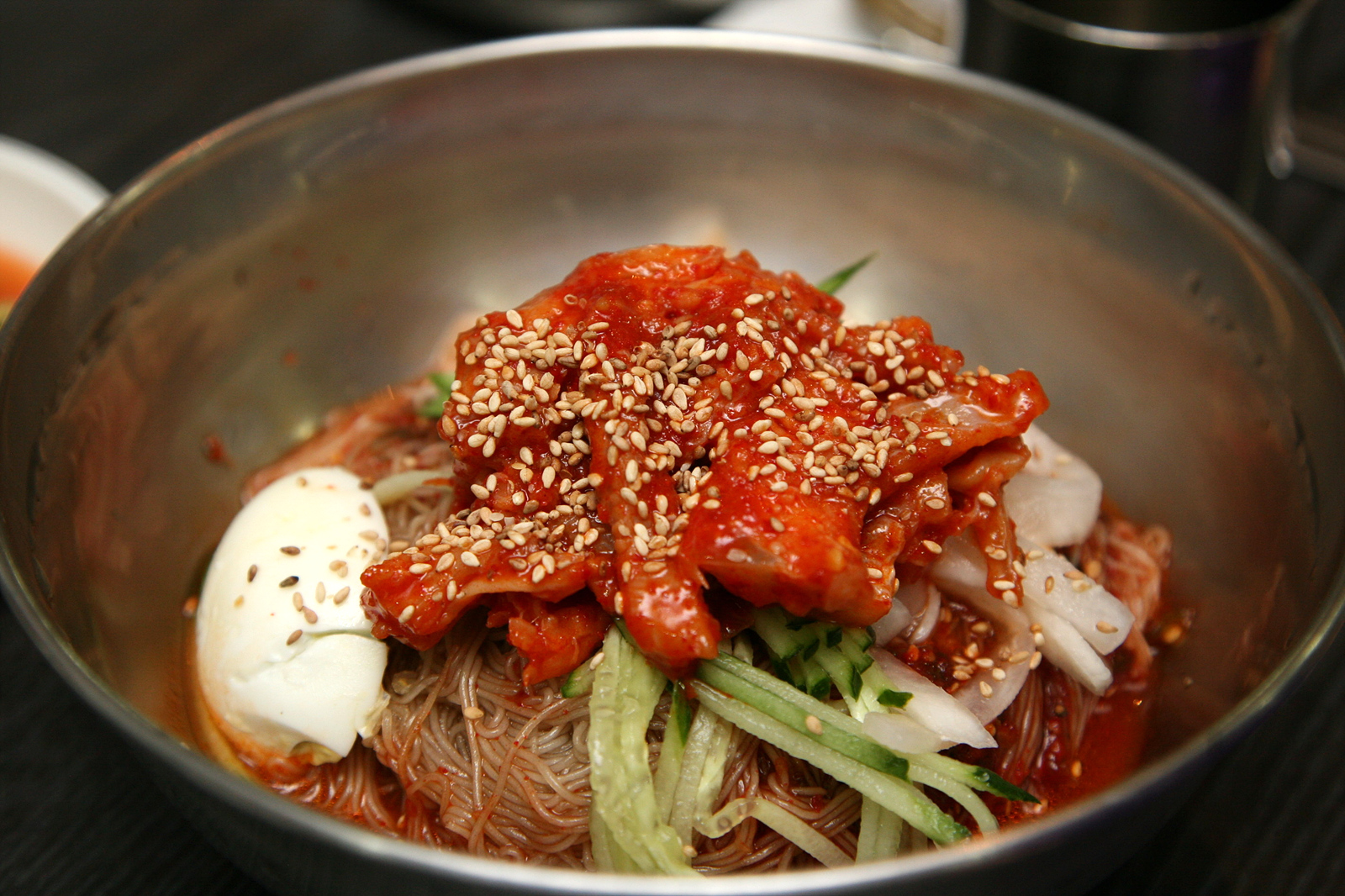
함흥냉면(비빔냉면)

## 같이 보기
- 칡냉면
- 평양냉면